# Tysklands Grand Prix 2001
Tysklands Grand Prix 2001 var det tolfte av 17 lopp ingående i formel 1-VM 2001.

## Resultat
1. Ralf Schumacher, Williams-BMW, 10 poäng
2. Rubens Barrichello, Ferrari, 6
3. Jacques Villeneuve, BAR-Honda, 4
4. Giancarlo Fisichella, Benetton-Renault, 3
5. Jenson Button, Benetton-Renault, 2
6. Jean Alesi, Prost-Acer, 1
7. Olivier Panis, BAR-Honda
8. Enrique Bernoldi, Arrows-Asiatech
9. Jos Verstappen, Arrows-Asiatech
10. Fernando Alonso, Minardi-European

### Förare som bröt loppet
- Jarno Trulli, Jordan-Honda (varv 34, hydraulik)
- David Coulthard, McLaren-Mercedes (27, motor)
- Tarso Marques, Minardi-European (26, växellåda)
- Juan Pablo Montoya, Williams-BMW (24, motor)
- Michael Schumacher, Ferrari (23, bränsletryck)
- Luciano Burti, Prost-Acer (23, snurrade av)
- Kimi Räikkönen, Sauber-Petronas (16, bakaxel)
- Eddie Irvine, Jaguar-Cosworth (16, bränsletryck)
- Mika Häkkinen, McLaren-Mercedes (13, motor)
- Ricardo Zonta, Jordan-Honda (7, kollision)
- Nick Heidfeld, Sauber-Petronas (0, kollision)
- Pedro de la Rosa, Jaguar-Cosworth (0, kollision)

## VM-ställning
| Förarmästerskapet 1. Michael Schumacher, Ferrari, 84 2. David Coulthard, McLaren-Mercedes, 47 3. Ralf Schumacher, Williams-BMW, 41 | Konstruktörsmästerskapet 1. Ferrari, 124 2. McLaren-Mercedes, 66 3. Williams-BMW, 56 |